# Sant Sadurní d'Osormort
Sant Sadurní d'Osormort est une commune de la province de Barcelone, en Catalogne, en Espagne, de la comarque d'Osona